# Пальма-де-Гандія
Пальма-де-Гандія, Палма-де-Гандія (ісп. Palma de Gandía (офіційна назва), валенс. Palma de Gandia) — муніципалітет в Іспанії, у складі автономної спільноти Валенсія, у провінції Валенсія. Населення — 1843 особи (2010).

## Географія
Муніципалітет розташований на відстані близько 340 км на південний схід від Мадрида, 60 км на південь від Валенсії.

## Демографія
Динаміка населення (INE ):

## Галерея зображень

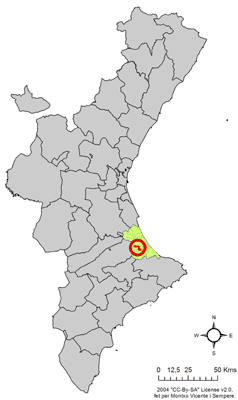
Розташування муніципалітету у автономній спільноті Валенсія
Розташування муніципалітету у комарці Сафор